# SAMURAI 8 機侍 八丸傳
《SAMURAI 8 機侍 八丸傳》（日语：サムライ8 八丸伝），是《火影忍者》作者岸本齊史原作、其弟子大久保彰作畫的日本漫畫作品，於集英社雜誌《週刊少年Jump》2019年第24期（2019年5月13日）開始連載，2020年第17期（2020年3月23日）提前完結，單行本全5卷。

## 創作

### 構思
本作由岸本擔任原作，是他繼大獲成功的《火影忍者》後的下一部作品，因此備受期待。岸本在前作感到自己已經盡力了，但還是沒有做到完美的作品，相隔兩年半再次有了畫漫畫的想法。在構思新作品的時候，岸本本來想寫一個和《火影忍者》完全不同方向的故事，但後來也想清楚覺得讀者想看的是一個日本人能容易理解的世界。岸本一手包辦了構思、編劇和分鏡的工作，至於作畫就由畫《火影忍者》時的助手兼弟子大久保彰負責。

### 宣布
2018年12月23日，在幕張展覽館舉辦的Jump Festa宣布，《週刊少年Jump》將於2019年開始連載此漫畫，並播放了介紹影片和原作者岸本的評論。《週刊少年Jump》的總編輯中野博之對本作有相當大的期望。2019年5月10日至16日，東京澀谷區的20個地點張貼了共131款本作的宣傳海報。

### 連載
本作先於《週刊少年Jump》2019年第22-23期（2019年4月27日）刊出了4頁的搶先看內容，之後於2019年第24期（2019年5月13日）正式開始連載。雖然先前被寄予厚望，岸本也有意將其發展成至少10集單行本篇幅的長篇作品，但因口碑不盡理想，連載不到1年就在2020年第17期（2020年3月23日）完結，視同腰斬，總計43話，單行本也將在出版第5集後結束。

## 故事
八丸從小體弱多病，必須連接著生命維持裝置才能活下去。對他來說，「成為機侍」只是完全不可能實現的夢想。某一天，八丸遇到了有著貓咪外表的機侍．達麻。達麻很欣賞八丸，但八丸卻無法展現出身為機侍的「勇」。同時，八丸的父親被浪人抓住了。八丸為了解救父親，接受了對方提出的條件，自行切腹。雖然他一度倒下，但卻受到了武神不動明王的認同，成為機侍重獲新生。八丸得到了能自由活動的身體後，決定要與達麻一同行動，接受機侍的訓練。
八丸在達麻底下開始接受機侍的訓練。而這時，八丸「命中注定的公主」安來到了他的面前。八丸很高興並天真地以為這樣能變更強。然而，兩人的感情卻沒那麼順利發展。兩人之間一開始雖然生疏，但也漸漸拉近了距離。然而，這時亞達卻前來襲擊八丸。八丸的父親犧牲性命對亞達造成傷害，其後達麻將亞達擊敗，但他打倒的只是複製體，亞達與自稱八丸兄弟的「七兄弟」一同消失在屏幕上。八丸把他跟父親的約定當成自己的「義」，下定決心要守護星球。這時，巨大衛星「無雲」開始接近星球。原來亞達的策略是要讓巨大衛星無雲墜落。八丸為了拯救星球脫離危機，而繼承了達麻的大絕招「大氣劍」把無雲擊碎。
之後他們為了尋找剩下的「鑰匙」而踏上旅程。然而才剛出發，就有兩名神秘男子闖入了他們的基地。他們分別是骨河和龍，並跟他們參加大混戰。戰到最後只剩下八丸一人時，祭典的主辦人就出現在他面前。那個男人自稱是「潘朵拉之箱」的鑰匙，八丸想要邀他成為伙伴，但之後卻發現了那個男人的真實身分，原來是邪惡機侍弁形。之後，骨河也展開行動，掀起了更大的波濤。得知骨河的過去，本名為三打，弁形用奸計害死三打的父母。八丸儘管陷入苦戰，還是跟同伴同心協力，擊退了弁形，與同伴前往宇宙。
八丸正從達麻身上下載金剛夜叉流的執照時，不動明王突然出現。此外，千所追捕的雙人組機侍也現身了。另一方面，宿敵・亞達也展開了行動。

## 單行本
| 集數 | 集英社 | 集英社        | 集英社                 | 東立出版社       | 東立出版社                  | 東立出版社                                              | 文化傳信           | 文化傳信      | 文化傳信               |
| 集數 | 副標題 | 發售日期      | ISBN                   | 副標題           | 發售日期                    | ISBN / EAN                                              | 副標題             | 發售日期      | ISBN                   |
| ---- | ------ | ------------- | ---------------------- | ---------------- | --------------------------- | ------------------------------------------------------- | ------------------ | ------------- | ---------------------- |
| 1    |        | 2019年10月4日 | ISBN 978-4-08-882022-4 | 第一把鑰匙       | 2019年11月28日2019年12月5日 | EAN 471060104035-5 （首刷限定版）ISBN 978-957-26-4263-4 | 第一把鑰匙         | 2020年1月10日 | ISBN 978-988-8511-31-0 |
| 2    |        | 2019年10月4日 | ISBN 978-4-08-882082-8 | 為了誰，為了什麼 | 2019年11月28日2019年12月5日 | EAN 471060104035-5 （首刷限定版）ISBN 978-957-26-4264-1 | 為了何人、為了何物 | 2020年1月10日 | ISBN 978-988-8511-32-7 |
| 3    |        | 2020年1月4日  | ISBN 978-4-08-882175-7 | 骨河與龍         | 2020年4月24日               | ISBN 978-957-26-4753-0                                  |                    |               |                        |
| 4    |        | 2020年3月4日  | ISBN 978-4-08-882227-3 | 搭檔             | 2020年6月15日               | ISBN 978-957-26-5049-3                                  |                    |               |                        |
| 5    |        | 2020年5月13日 | ISBN 978-4-08-882281-5 | 下一個流星       | 2020年8月24日               | ISBN 978-957-26-5317-3                                  |                    |               |                        |

## 外部連結
- 週刊少年JUMP官方網站（日語）